# Johann Jacob Schmauss
Johann Jacob Schmauss, né à Landau le 10 mars 1690 et décédé à Göttingen le 8 avril 1757, est un juriste allemand.

## Biographie
Après avoir étudié dans le universités de Strasbourg et de Halle, il enseigna l'histoire dans cette dernière ville. De 1734 à 1743, il détint la chaire de droit naturel à Göttingen, avant de revenir à Halle pour une chaire équivalente.

## Œuvres
En latin
- Corpus juris publici Germanici academicum, Leipzig, 1722.
- (la) Corpus iuris gentium academicum, Leipzig, Johann Gottlieb Gleditsch, 1730 (lire en ligne)
- Dissertationes juris naturalis quibus principia nom systematis hujus juris ex ipsis naturœ humanœ instinctibus extruendi proponuntur, Göttingen, 1742, in-8°.
- Compendium juris publici, 1746.

En allemand
- (la) Einleitung zu der Staats-Wissenschafft, vol. 1, Leipzig, Johann Friedrich Gleditsch, 1741 (lire en ligne)
- (la) Einleitung zu der Staats-Wissenschafft, vol. 2, Leipzig, Johann Friedrich Gleditsch, 1747 (lire en ligne)
- (la) Neues Systema des Rechts der Natur, Göttingen, Abram Vandenhoects Wittwe, 1754 (lire en ligne)
- (la) Unpartheyische Prufung des neuen Systematis des Rechts der Natur, Frankfurt am Main, 1755 (lire en ligne)
- J. J. Schmaußens akademische Reden und Vorlesungen über das Teutsche Staatsrecht, 1766.

Traductions françaises
- Nouveau système du droit de la nature, 1745, in-8°, 1754.
- Tableau du gouvernement actuel de l'Allemagne, ou Abrégé du droit public de l'Empire traduit de l'allemand, avec des notes historiques et critiques, par M***, Paris, veuve Bordelet, 1755, in-12° (traduit par Louis-Gabriel Du Buat-Nançay).